# سيد المدرسة الإنجليزية
سيد المدرسة الإنجليزية (بالإنجليزية: The English Schoole-Master)‏ هو كتاب يعلم جميع من يطلب العلم منه، على القراءة المتميزة، والكتابة الحقيقية للسان الإنجليزي.
وهو قاموس تم تجميعه بواسطة الكاتب الإنجليزي إدموند كوت، الذي كان مديرا سابقا لمدرسة الملك إدوارد السادس، بوري سانت إدموندز، ونشر لأول مرة في لندن عام 1596 .وقد تم نشر 40 طبعة على الأقل بين نشره الأول ونهاية القرن السابع عشر.
و مر هذا الكتاب من خلال عدة إصدارات، ومع إصدارات لاحقة احتوى على ترجمات مختلفة قليلا. ونشر هذا الكتاب على الأرجح سيؤدي إلى خسارة إدموند كوت وظيفتة كمدير.